# Teeters-Nunatak
Der Teeters-Nunatak ist der nördlichste der drei stark erodierten miozänen Schichtvulkane, die im Wesentlichen das Hudson-Gebirge im westantarktischen Ellsworthland aufbauen. Mit einer Höhe von 617 m zählt er zu den höchsten Erhebungen dieses Berglands. Er ragt 8 km nördlich des Hodgson-Nunataks und ungefähr 45 km nordwestlich des Mount Moses auf.
Der United States Geological Survey kartierte ihn anhand eigener Vermessungen und Luftaufnahmen der United States Navy aus den Jahren von 1960 bis 1966. Das Advisory Committee on Antarctic Names benannte ihn im Jahr 1968 nach Robert E. Teeters von der US Navy, der 1966 als Lagerverwalter auf der Byrd-Station tätig war.